# Прусов, Олег Викторович
Олег Викторович Прусов (1970—1996) — белорусский художник.

## Биография
Родился в Витебске в 1970 году.
Отец: Прусов Виктор Михайлович (Заместитель генерального директора по строительству Витебского ДСК), мать: Прусова Виктория Адамовна.
Старший брат: Прусов Геннадий Викторович (подполковник ВВС).
Олег Прусов племянник известного автомобильного конструктора создателя ВАЗ 2121 «Нива» Прусова Петра Михайловича Прусов, Пётр Михайлович.
Учился в Минском художественном училище им. Глебова (1986—1990) и в Белорусской государственной академии искусств (1990—1993).
С 1989 года участвовал в проектах творческой группы «Убикус». В витебском журнале «Идиот» были опубликованы рассказы Прусова.

## Основные даты
1989 г.:

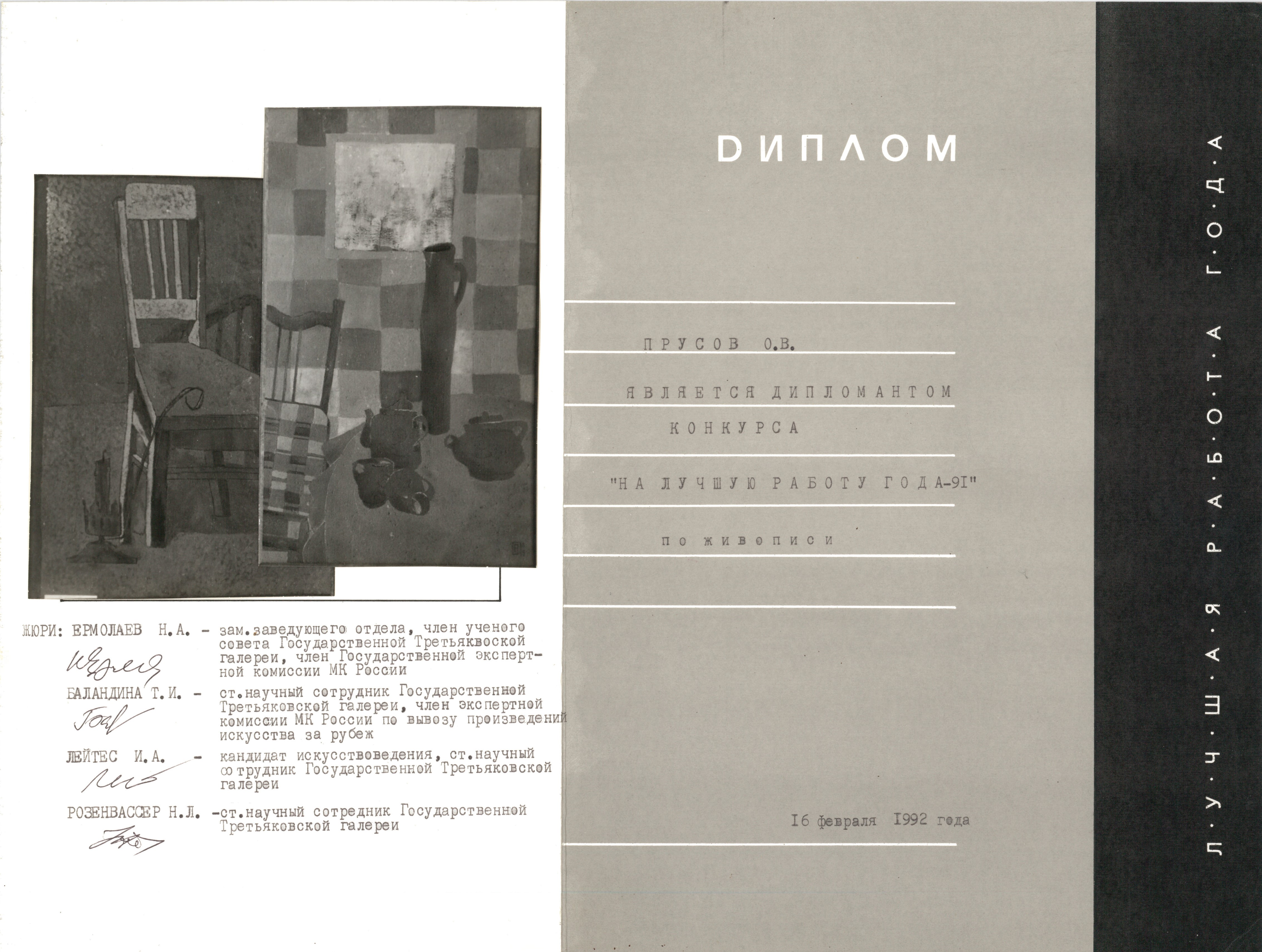
Диплом конкурса "Лучшая работа года" Государственной Третьяковской галереи г. Москва, 1991 г. Олега Прусова за работы "Третий источник света" и "Красный сервиз"

- создание творческой группы «Убикус»;
- выставка молодых художников МХУ, г. Минск, Беларусь.

1991 г.:
- выставка «Танцующих мгновений след», Дворец культуры профсоюзов, г. Минск, Беларусь;
- лауреат выставки-конкурса «Работа года», Центральный выставочный зал, г. Витебск, Беларусь.

1992 г.:
- дипломант конкурса на «Лучшую работу года – 91» Государственной Третьяковской галереи г. Москва Российская Федерация по живописи за работы «Третий источник света», «Красный сервиз»;

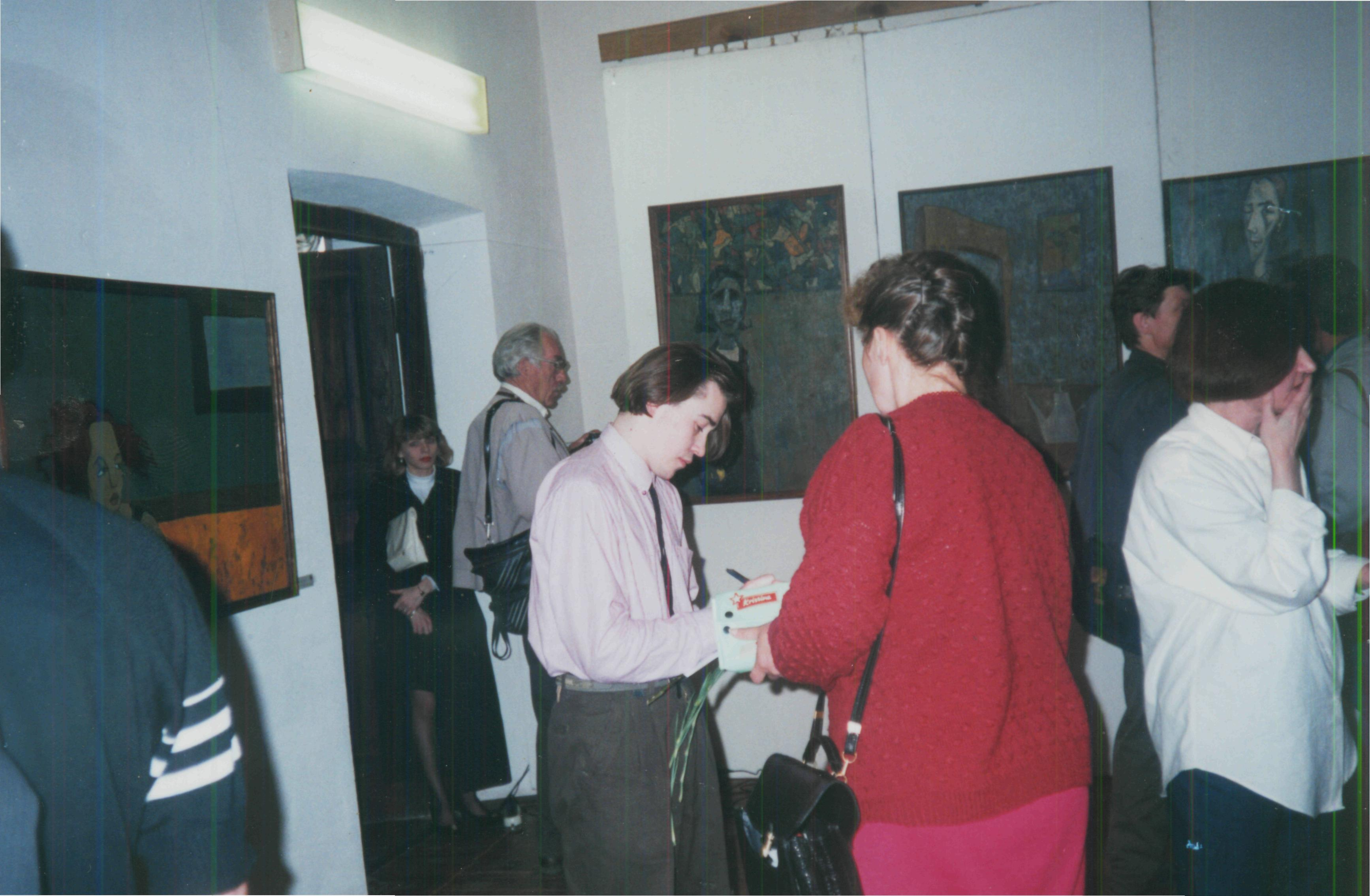
Выставка живописи группы "Убикус"

- выставка группы «Убикус» «Ubicus-Art», выставочный зал АНМЦ г. Витебск, Беларусь;
- выставка группы «Убикус» «Ubicus-Art», галерея «Мастацтва», г. Минск, Беларусь

1993 г.:
- выставка группы «Убикус» «Каменный дождь», музей Марка Шагала, г. Витебск, Беларусь;
- выставка памяти Л. Зосимович, музей Марка Шагала, г. Витебск, Беларусь.

1994 г.:
- выставка группы Убикус «Каменный дождь», Полоцкая картинная галерея. г. Полоцк, Беларусь;
- обзорная выставка группы «Убикус», галерея Класс-клуба, г. Минск, Беларусь.

1995 г.:

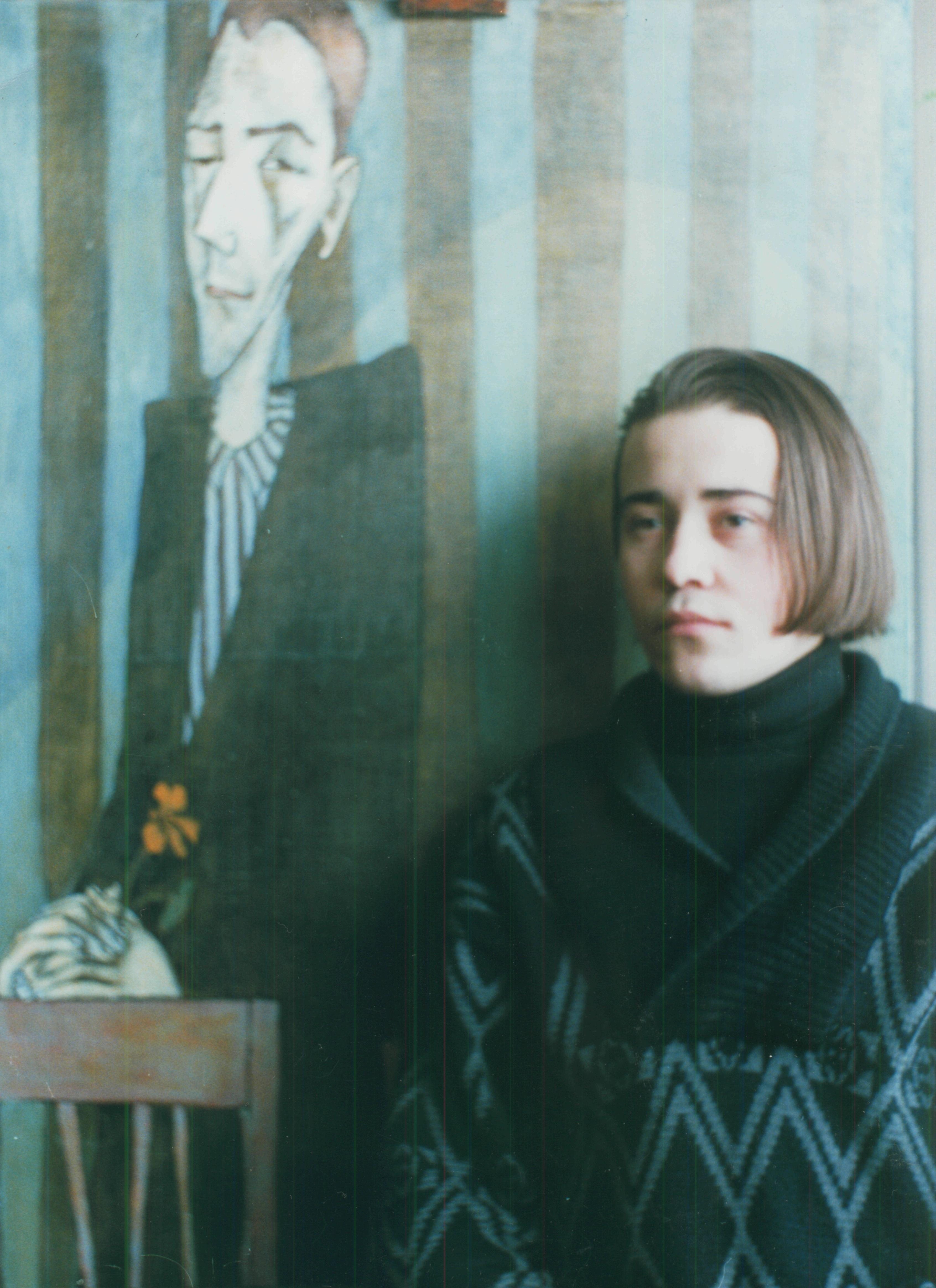
Олег Прусов с картиной "Победитель настурций"

- лауреат «Белого фестиваля искусств», Дворец искусств, г. Минск, Беларусь;
- выставка группы «Убикус» «Сны из левого глаза», музей Марка Шагала в г. Витебск, Беларусь;
- выставка группы «Убикус» «Сны из левого глаза», Музей Белорусского книгопечатания, г. Полоцк, Беларусь;
- выставка группы «Убикус» «Сны из левого глаза», городская галерея, г. Новополоцк, Беларусь;
- выставка группы «Убикус» «Сны из левого глаза», ВЦ «Московская галерея», г. Москва, Кузнецкий мост (Российская Федерация);
- выход сборника стихов «Соната для флейты с марионеткой». В сборник вошли стихотворения 1988 – 1994 г.г.

1996 г.:
- выставка «6 художников из Витебска – 76 лет после Марка Шагала», галерея Анны Павловой, г. Дордрехт, Голландия;
- подготовка к выставке «Месяц Ай» – проект так и не состоялся…

11 сентября 1996 г. — Олег Прусов трагически скончался после продолжительной болезни.
В 1996 году в Витебске, Полоцке и Новополоцке состоялись посмертные выставки Олега Прусова.
- выставка работ О. Прусова. Выставочный зал ОНМЦ НТ г. Витебск, Беларусь;
- выставка работ О. Прусова. Музей Марка Шагала г. Витебск, Беларусь;
- выставка работ О. Прусова. Полоцкая картинная галерея. г. Полоцк, Беларусь;
- выставка работ О. Прусова. г. Новополоцк, Беларусь.

1997 г. — выход второго сборника стихов «Соната для флейты: проза, стихотворения, поэтические миниатюры, притчи» тиражом 50 экземпляров. В сборник вошли стихотворения, миниатюры и притчи 1988 – 1996 г.г.
1998 г. — выход телепрограммы на телеканале Витебского Телевидения (Беларусь) в программе А-4 творческого объединения «Акенца» автора Ляденко Руслана Витебского телерадиообъединения «Олег Прусов, Виктор Лосминский и их творческая группа «Убикус».
2000 г. — выход перекидного календаря с графикой Олега Прусова фирмы Белвест (в нём представлено 12 работ).
2001 г. — включение статьи о творчестве О. Прусова в 13-й том (стр. 51 – 52) «Белорусской энциклопедии» в 18 томах. Автор статьи – Н. В. Сидоренко.
2004 г. — создание сайта памяти творчества Олега Прусова.
2007 г. — создание Сергеем Сотниковым скульптуры «Ангел», посвященная творчеству художника Олега Прусова. Расположена в центре народных ремесел и искусств «Двина» (ул. Чайковского г. Витебск).
2011 г. — включение статьи о творчестве О. Прусова во 2-й том, книга 2 (стр. 385) Энциклопедии «Регионы Беларуси» в 7 томах. Автор статьи – М. Л. Цыбульский.
2017 г.
- выставка живописи и избранной графики «Я вхожу в этот город...» Военно-исторический музей г. Лиозно, Беларусь;
- выставка графики и поэзии О. Прусова «Приподняв край тучи» Центр современного искусства, г. Витебск, Беларусь;
- выход программы Татьяны Ивановской «Время-Art» 147 выпуск на Телерадиокомпании «Витебск», посвященная открытию выставки графики и поэзии О. Прусова «Приподняв край тучи».

Открытие выставки "Месяц Ай", ВЦСИ г.Витебск, февраль 2018 г.

2018 г.

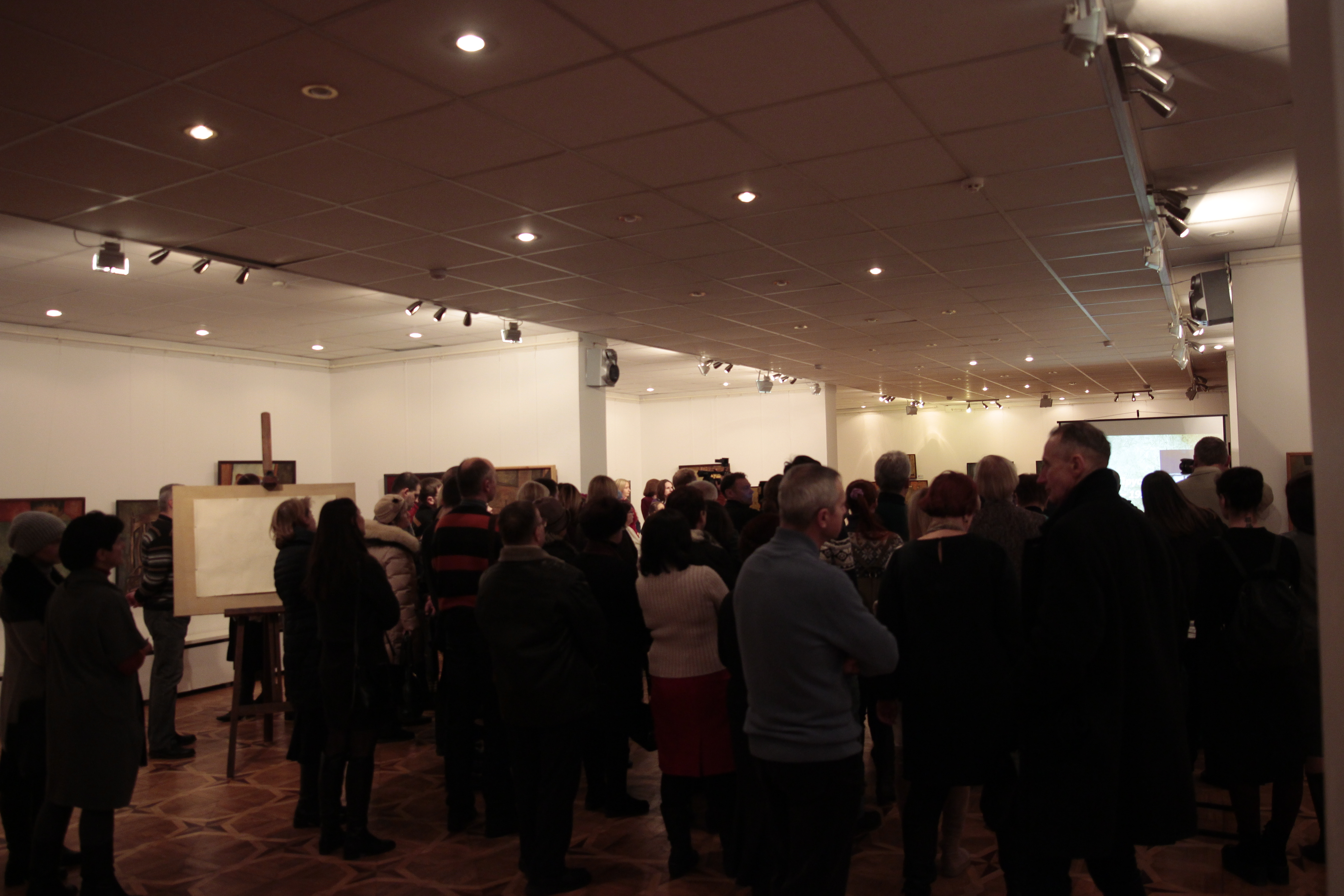
Вернисаж выставки "Месяц Ай" ВЦСИ, г.Витебск, февраль 2018 г.

- Вернисаж выставки "Месяц Ай" ВЦСИ, г.Витебск, февраль 2018 г.выставка живописи О. Прусова «Месяц Ай», Центр современного искусства, г. Витебск, Беларусь, широко освещавшаяся в прессе и на телевидении (БТ 24, Телерадиокомпания "Витебск", tut.by, Витебские Вести и т.д.).
- выход двух программ Татьяны Ивановской «Время-Art» 154 и 155  выпуски на Телерадиокомпании «Витебск», посвященные открытию выставки живописи О. Прусова «Месяц Ай».
- выход программы "Арт и Шок" на спутниковом международном телеканале БТ 24, посвященные открытию выставки живописи О. Прусова «Месяц Ай».
- выставка живописи О. Прусова «Месяц Ай», ГУК "Брестский областной общественно-культурный центр", г. Брест, Беларусь;
- рассмотрение литературного творчества Олега Прусова в рамках литературно-образовательного проекта «Многоточие» под названием «Саната для флейты с марионеткой» в Центральной городской библиотеке имени Горького, г. Витебск, Беларусь.

2019 г.
- выставка живописи О.Прусова "Месяц Ай", выставочный зал УК "Музей истории Могилева", г. Могилев, Беларусь.
- выход сюжета в программе "Встретимся у звездочета" БТ-4 об открытии выставки и творчестве О.Прусова, статей в tut.by, Советская Беларусь и др. СМИ.
- выставка живописи О.Прусова "Месяц Ай", картинная галерея Г.Х. Ващенко, г. Гомель, Беларусь. На выставке впервые спустя 25 лет экспонировались возвращенные и подаренные работы "Укротительница пчёл" 1994 г., "Белый натюрморт" 1994 г. и "Король Шутов", 1989 г.

## Творчество
Художником создано более двухсот живописных и графических произведений. Изданы 2 сборника стихов, притч и новелл.
По утверждению искусствоведа Ларисы Михневич:

«С натюрмортами Олега Прусова в белорусское искусство пришло „остроумие“. Не шутка или юмор, а блеск наблюдения за формой и цветом, сложностью ассоциаций, синтез факта и фантазии».

«Под ногами моими белый снег, как трудно идти по белому», написал в одном из своих стихотворений-притч О. Прусов в 1989 г., начиная свой творческий путь. Вскоре появилась одноименная графическая работа.
Характеризуя свое творчество, Олег писал: «Перед Вами мои работы. Не пытайтесь примерить к ним каждодневные одежды яви. Это мой мир, моя сказка, мой вымысел. И то, что обыденно в этом мире, недопустимо в том, созданном мной, и странности того мира не измеряйте нормой привычного нам. Как всякий вымысел, мой впитал в себя черты реально существующего – и чайник назовем чайником, стул – стулом, но не бросайте ради этого мою сказку в провинцию к натуре. Мой стул не будет стоять, чайник не наполнишь водой. Эти вещи лишены утилитарности, лишены своей будничной сущности. Они призваны мной участвовать в действе, их форму я наполнил новым содержанием. Мои работы – моя азбука. Останавливая взгляд, удивляясь, любуясь закатом и ржавым гвоздем, перевожу запомнившееся в свои символы, свою азбуку. Иероглифы складываются в понятия, рисуют картину моих мироощущений. Это мой путь, я выбрал его. Туго натянутая нить, две противоположности по сторонам. Иду, черпая силы из них, соединяя их, отказываясь от них. Иду по нити между восточным символизмом и западной «изобразительностью», между декоративизмом и валерной живописью, между монохромией и многоцветием, между реализмом и беспредметным искусством. Иду соединяя их идеи, но не реставрируя их суть. Иду, или стараюсь идти. Это мой путь, моя сказка, мой способ выжить».
Работы Прусова находятся в частных коллекциях и галереях Дании, Швеции, Германии, Голландии, России, Белоруссии, в том числе в музее М. Шагала в Витебске, картинной галерее Г.Х. Ващенко в Гомеле.
|  |  |
|  |  |

## Биография о жизни и творчестве
1. Прусов, О. Каменный дождь [Изоматериал]: выставка творческого союза «Убикус», Витебск, 1993 / О. Прусов, В. Лосьминский. — Витебск: Арт-центр Марка Шагала, 1993. — 4 с.
2. Прусов, О. Соната для флейты: проза, стихотворения, поэтические миниатюры, притчи, 1988—1996 / О. Прусов. — Витебск: ПКП СІТІ-ЛРТ, 1997. — 141 с.
3. Прусов, О. Сны из левого глаза [Изоматериал]: живопись, графика / О. Прусов, В. Лосьминский. — Витебск: Творч. группа «Убикус», 1994. — 4 с.
4. Сідарэнка, Н. В. Прусаў Алег Віктаравіч / Н. В. Сідарэнка // Беларуская энцыклапедыя: у 18 т. / рэдкал.: Г. П. Пашкоў (гал. рэд.) [і інш.]. — Мн.: БелЭН, 2001. — Т. 13. — С. 51—52.
5. Цыбульский, М. Л. Прусов Олег Викторович / М. Л. Цыбульский // Регионы Беларуси: энцикл.: в 7 т. / редкол.: Т. В. Белова (гл. ред.) [и др.]. — Мн.: Беларус. Энцыкл. імя П. Броўкі, 2011. — Т. 2: Витебская область. Кн. 2. — С. 385.
6. Артемова, Т. «Убикус» как образ жизни ... / Т. Артемова // Віцебскі рабочы. — 1995. — 4 сак.
7. Базан, Л. Адлюстраваная рэальнасць / Л. Базан // Мастацтва. — 1996. — № 1. — С. 22—23.
8. Выставка, публикации, память // Витебский курьер. — 1997. – 9 июля. — С. 1.
9. Каржыцкая, Н. Прытча аб небе, або Аб тым, як рудая сініца стала сіняй птушкай / Н. Каржыцкая // Культура. — 1997. — 23—29 жн. — С. 8—9.
10. Клемят, Л. О выставке работ художника О. Прусова / Л. Клемят // Витебский курьер. — 1997. — 11 апр. — С. 2.
11. Никитина, Л. «Сны из левого глаза» / Л. Никитина // Витебский курьер. — 1995. — 20 янв. — С. 3.
12. Он ушел ... Год прошел // Віцьбічы=Витьбичи. — 1997. — 13 сент. — С. 2.
13. Пастернак, Т. «Живопись — мой способ выжить» / Т. Пастернак // Народнае слова. — 1997. — 15 крас. — С. 6.
14. Сергеев, С. Завещание Олега Прусова / С. Сергеев // Народная газета. — 1997. — 23 крас. — С. 4.
15. Сідарэнка, Н. Лісты ў адвечнае / Н Сідарэнка, М. Цыбульскі // Маладосць. — 1997. — № 8. — С. 222—227.
16. Сидоренко, Н. Мир грустного Арлекина / Н. Сидоренко // Віцьбічы=Витьбичи. — 1997. — 12 апр. — С. 3.
17. Соловьева, Т. Ослепительный миг / Т. Соловьева // Витебский проспект. — 2010. — 21 окт. — С. 23.
18. Соловьева, Т. Памяти Олега Прусова / Т. Соловьева // Витебский курьер. — 2000. — 30 мая. — С. 4.
19. Федарыстава, Н. «UBICUS ART» / Н. Федарыстава // Віцьбічы=Витьбичи. — 1992. — 6 марта.
20. Цыбульскі, М. Гармонія і метафізіка пачуццяў / М. Цыбульскі // Маладосць. — 1997. — № 8. — С. 225—227.
21. Цыбульскі, М. «Мае працы — мая азбука» / М. Цыбульскі // Літаратура і мастацтва. — 1997. — 6 чэрв. — С. 14.
22. Шаблева, Н. Его имя не умрет / Н. Шаблева // Віцьбічы=Витьбичи. — 1998. — 13 янв. — С. 4.
23. Прусов, О. Соната для флейты с марионеткой, 1988—1994 / О. Прусов. — Витебск: ПКП СІТІ-ЛРТ, 1994. — 92 с.
24. Стуканова Д. Н. Пётр Прусов. Серия «Творцы Автоваза», выпуск 6, / Д. Н. Стуканова, редактор-составитель А. Е. Степанов, - Тольятти, 2011, 192 с. (+240 с. илл.). – стр.23-26, 126-129.
25. 2000 [Изоматериал]: Олег Прусов: [Календарь] / Belwest, 1999.
26. Прусов, О. Ностальгический сон. / Литературно-публицистический журнал «Идиот», №33. 1997 г.
27. Прусов, О. Чайная церемония / Литературно-публицистический журнал «Идиот», №33. 1997 г.
28. Прусов, О. Дуэль / Литературно-публицистический журнал «Идиот», №33. 1997 г.
29. Прусов, О. Беспечный летний день / Литературно-публицистический журнал «Идиот», №33. 1997 г.
30. Михневич, Л. Жыцшцё як творчы акт / Літаратурна-мастацкi альманах. / Украина. Симверополь / №6.1998, с. 87-89.
31. Прусов, О. Бесклапотны летнi дзень / Літаратурна-мастацкi альманах. / Украина. Симверополь / №6.1998, с. 89-93.
32. Прусов, О. Бесклапотны летнi дзень / Літаратурна-мастацкi альманах. / Украина. Симверополь / №6.1998, с. 93-95.
33. Прусов, О. Карціна. / Літаратурна-мастацкi альманах. / Украина. Симверополь / №6.1998, с. 95-99.
34. Серова, Е. Воспоминания без даты. Памяти Олега Прусова / Красота от А до Я / №1(9) 1997. С.40-41.
35. Галушкина, Н. Сны и реальность / Н. Галушкина // Витебский курьер. – 1995. – 17 мар. – С.4.
36. Бирюлькова, Л. Я вхожу в этот город / Л. Бирюкова // Сцяг Перамогi. – 2017. - №32. – 28 крас. – С.6.
37. Газета Витьбичи №28 (561) от 4 марта 1995 г.
38. Продавец зимних туманов / Т. Пастернак // Витебские Вести. - 2018. - №21 (23 182) - 20 фев. - С.7.